# Kaple svatého Kříže (Dalešice)
Kaple svatého kříže je pohřební kaple na návrší na jihozápadním okraji městyse Dalešice. Kaple je chráněna jako kulturní památka České republiky.

## Historie
Kaple byla postavena Leopoldem Odkolkem v barokním slohu v roce 1708, posléze byla v letech 1788-1803 empírově přestavěná na hrobku rodu Diller-Hess. V roce 1884 bylo do kaple pohřbeno 13 členů rodiny Diller-Hessů. V roce 1869 byla nově šindelem pokryta střecha kaple. Kaple byla v roce 1935 z popudu faráře Eduarda Sommera opravena, po druhé světové válce byla kaple využívána k pravidelným bohoslužbám, protože místní farní kostel svatého Petra a Pavla byl poničen bombardováním, stejně tak pak byla pravidelně využívána i několikrát později. V roce 1980 byla kaple odebrána církvi a předána do majetku MNV a později městyse Dalešice. V roce 1996 byla zahájena komplexní rekonstrukce kaple, byla odvlhčena a odvzdušněna a staticky zajištěna. Také byla znovu střecha pokryta šindelem, jak tomu bylo dříve. V roce 2000 byl do kaple pořízen zvon zasvěcený sv. Josefu a v roce 2002 byla oprava dokončena.

## Popis
Kaple je umístěna na svahu nad obcí na jihozápadním okraji vedle hřbitova. Kaple je čtvercového půdorysu, má úzké přístavky na všech stranách půdorysu. Na bočních hranách je prolomeno okno lunetového tvaru. Závěr kostela s rizalitem a dvěma pravoúhlými okny. Na průčelí je pravoúhlý vchod, nad vchodem je vyrytý letopočet MDCCCIII, vedle vchodu se nachází dva sloupy a nad vchodem okno. V horním patře se nachází čtvercová místnost a nad ní helmová střecha se čtvercovou zvoničkou.

## Galerie

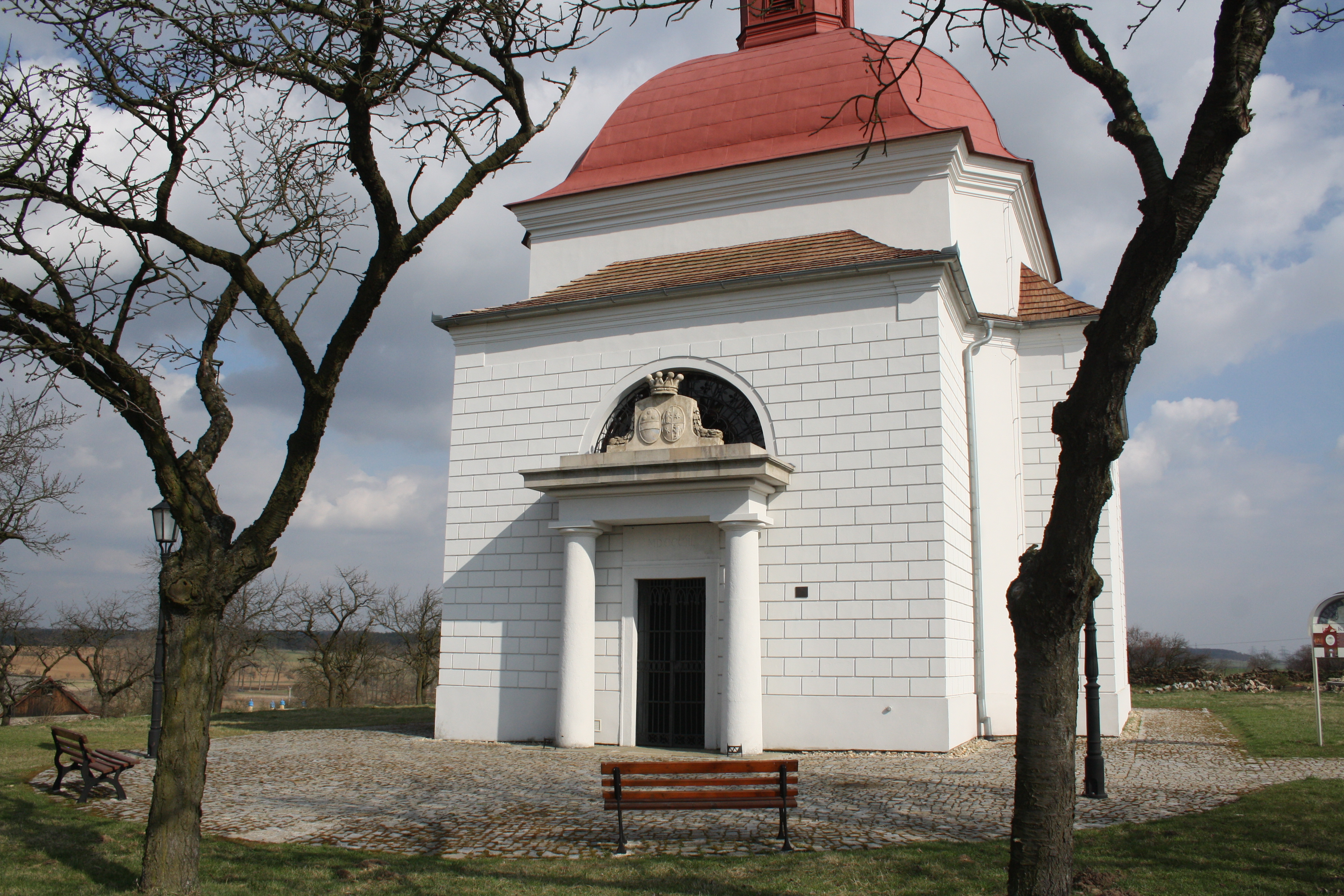
Pohled na kapli zepředu
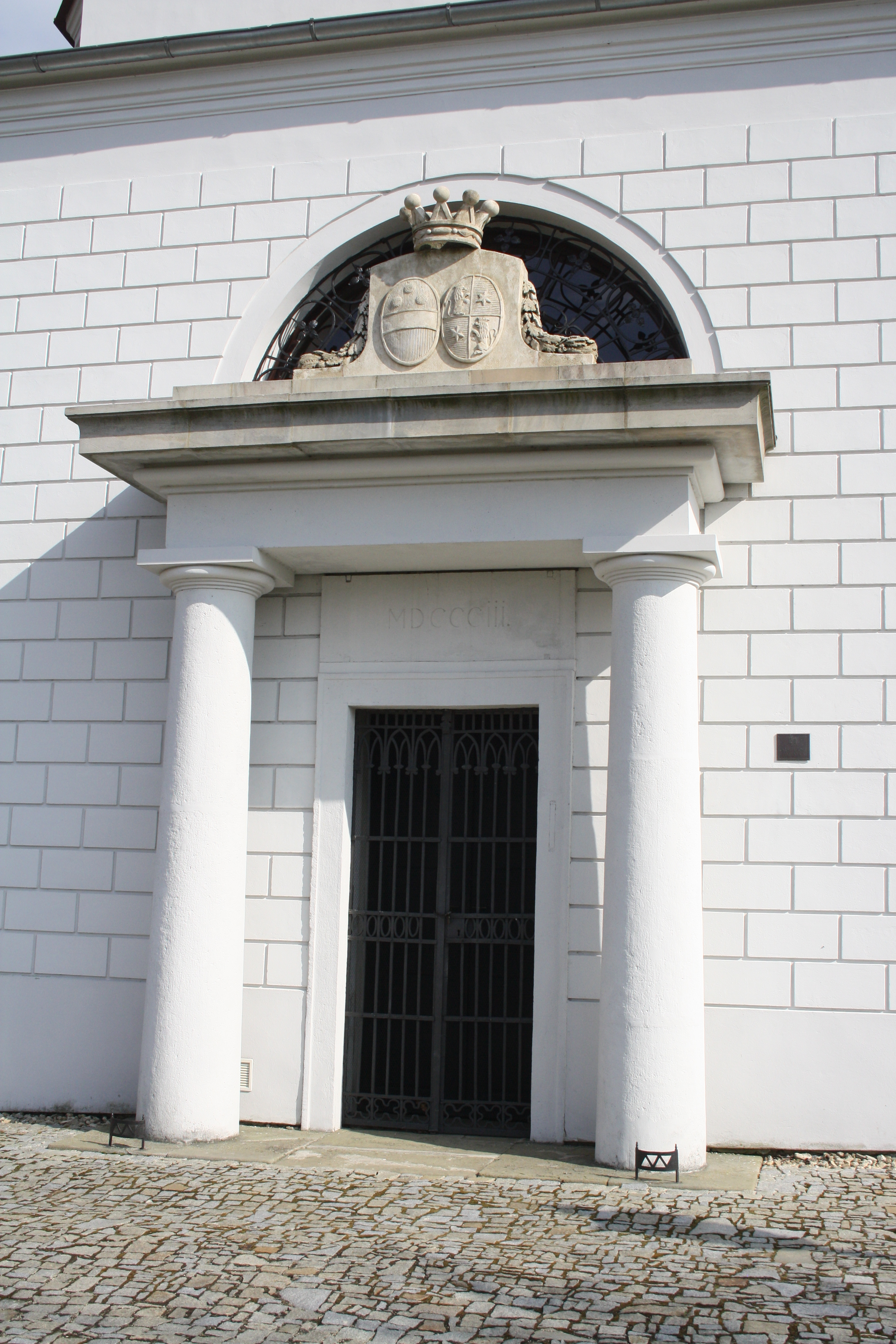
Vchod do kaple
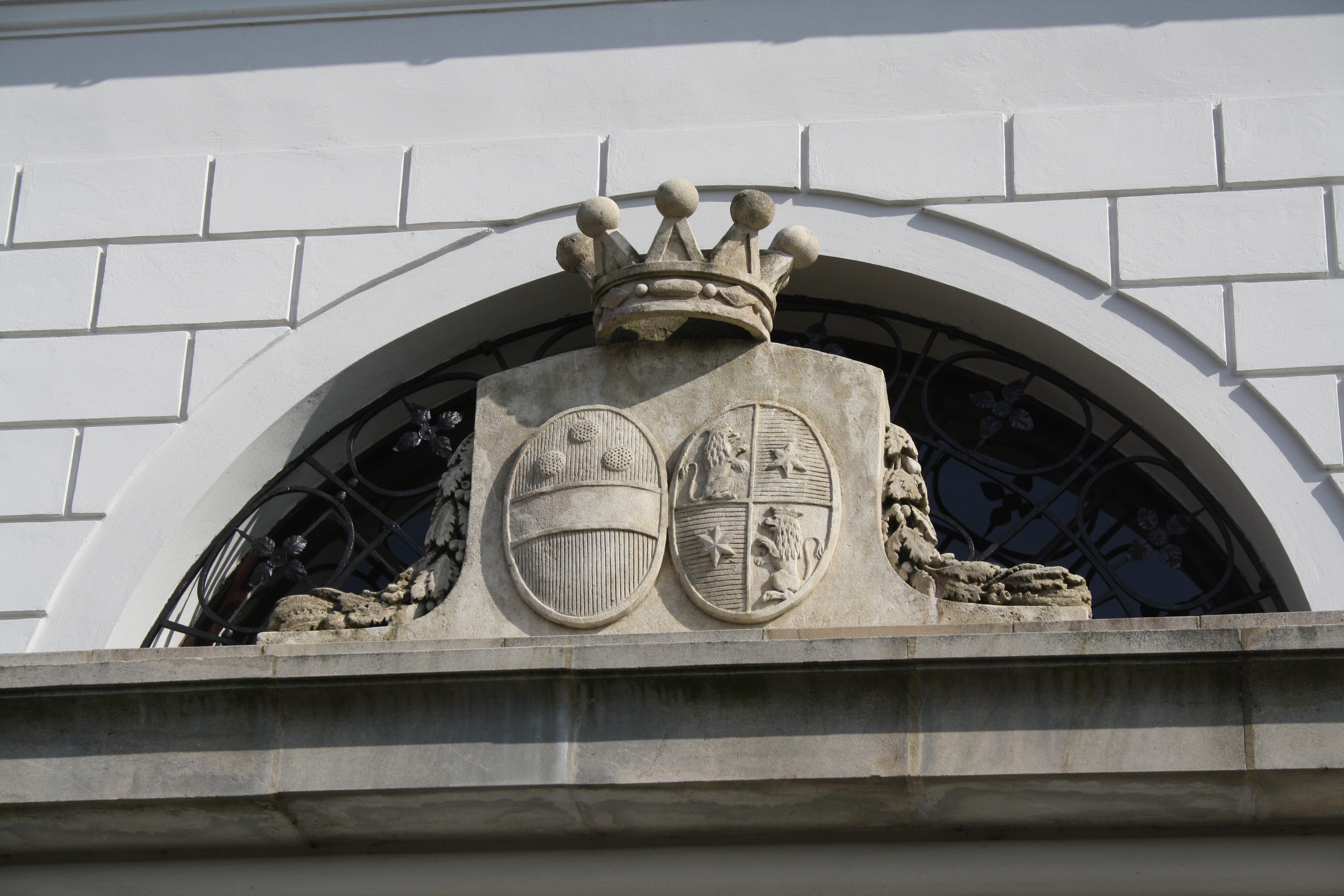
Detail vchodu